# 68 f.Kr.

## Händelser

### Efter plats

#### Romerska republiken
- Lucius Caecilius Metellus och Quintus Marcius Rex blir konsuler i Rom.
- 6 oktober – Lucius Lucullus besegrar Tigranes II i slaget vid Artaxata.
- Gaius Antonius Hybrida väljs till praetor.

#### Osroene
- Abgar II blir kung av Osroene.

## Födda
- Arsinoe IV, dotter till Ptolemaios XII och troligen Kleopatra V (född detta eller nästa år)

## Avlidna
- Antiochos från Ascalon, grekisk filosof
- Cornelia, hustru till Julius Caesar
- Huo Guang, tjänsteman under den västra Handynastin i Kina